# Glaciar Martial
El glaciar Martial está ubicado en los montes Martial, inmediatamente al norte de la ciudad de Ushuaia, en la isla Grande de Tierra del Fuego, en la provincia de Tierra del Fuego, Antártida e Islas del Atlántico Sur, Argentina. Su frente se sitúa a unos 1000 m s. n. m. Constituye la fuente de agua potable más importante de la ciudad.

## Historia
El glaciar lleva el nombre del capitán de La Romanche, Louis Ferdinand Martial, comandante de la expedición científica francesa de 1882-1883 («Mission scientifique du Cap Horn»), cuyo fin era observar el tránsito del planeta Venus. Para ello, se construyó un asentamiento en bahía Orange en el que permanecieron durante un año casi una decena de investigadores.

## Comportamiento del glaciar
El glaciar Martial es objeto de monitoreo y de otros estudios glaciológicos por parte de la Dirección General de Recursos Hídricos de la Provincia de Tierra del Fuego. El glaciar experimentó una gran pérdida de superficie en la segunda mitad del siglo XX. Entre 1984 y 2003 experimentó una disminución de espesor promedio de 50 cm por año. Esta tendencia se dio en forma más moderada entre 2003 y 2011 debido a la ocurrencia de veranos más frescos y a un repunte de las precipitaciones en este período.
De los tres cuerpos, el central es el más comprometido con su estabilidad. El fragmento inferior del mismo carece de alimentación por flujo de hielo, y se estima que podría desaparecer hacia el año 2020. El glaciar Martial Este, es el más estable, por la protección de la radiación solar, y la contención del flujo de hielo, que le brinda la estructura rocosa.

## Hidrología y calidad de las aguas
El rol del glaciar en el aporte del escurrimiento es importante durante el verano, luego de la  desaparición del manto de nieve estacional. Sin embargo el escurrimiento aguas abajo depende en mayor medida de las lluvias locales y de la fusión de la nieve estacional. El arroyo presenta condiciones torrenciales por la pendiente pronunciada del terreno.
Las aguas son hiposalinas, bicarbonatadas y tienen gran transparencia. Su pH es alrededor de 7. Su calidad es buena, pero el Arroyo Buena Esperanza, que es el principal colector, incrementa en su recorrido aguas abajo la contaminación por presencia de coliformes a causa de ocupaciones de  tierras para actividades primarias y turístico-recreativas. Las aguas del Aº Buena Esperanza representa, el 78 % del abastecimiento diario de agua de la ciudad.

## Reserva Louis Martial
Fue creada en año 1990 mediante la Ley Territorial n.º 434 del entonces Territorio Nacional de la Tierra del Fuego, Antártida e Islas del Atlántico Sur. Su objetivo de creación fue el de preservar los sistemas ecológicos esenciales, la diversidad genética y los recursos naturales.

## Actividades turísticas y recreativas
El Centro de Montaña del Glaciar Martial es un complejo de actividades que se encuentra abierto durante todo el año. El mismo se sitúa a 7 km en dirección noroeste de la ciudad, a sólo 5 min en auto del centro de Ushuaia. Sus instalaciones permiten practicar diferentes actividades en la temporada invernal que van desde esquí alpino, snowboard, descenso en trineos o caminatas. En la temporada invernal 2015, el Instituto Fueguino de Turismo ha instalado un medio de elevación de arrastre alternativo, brindando una opción distinta para los principiantes en los deportes invernales. 
Con esta iniciativa se recupera un espacio donde niños y jóvenes podrán acceder a una pendiente de aproximadamente 150 metros de longitud. En verano se puede ascender por la pista, hasta la base del glaciar, y encontrarse con los tres cuerpos de frente. Desde allí, se tiene una muy buena vista panorámica de la ciudad y del canal Beagle. Son cinco los senderos habilitados. Se llaman del Bosque de aproximadamente 150 m de distancia (dificultad fácil); del Filo de 250 m de distancia (dificultad media), y del Glaciar de 1450 m de distancia (dificultad difícil). Para acceder a los mismos es necesario transitar por el sendero de aproximación (variante) y/o por la pista de esquí, caminando unos 1.200/1.400 m  desde la base de acceso, hasta su plataforma superior. También se encuentran distintas opciones gastronómicas, paradas de taxi, y propuestas de tirolesa. Desde allí parten circuitos para practicar con bicicletas, descenso de montaña. El Centro de Montaña estará abierto a lo largo de toda la temporada invernal, siempre que las condiciones climáticas lo permitan. El acceso a todas las instalaciones es libre y gratuito.

## Galería

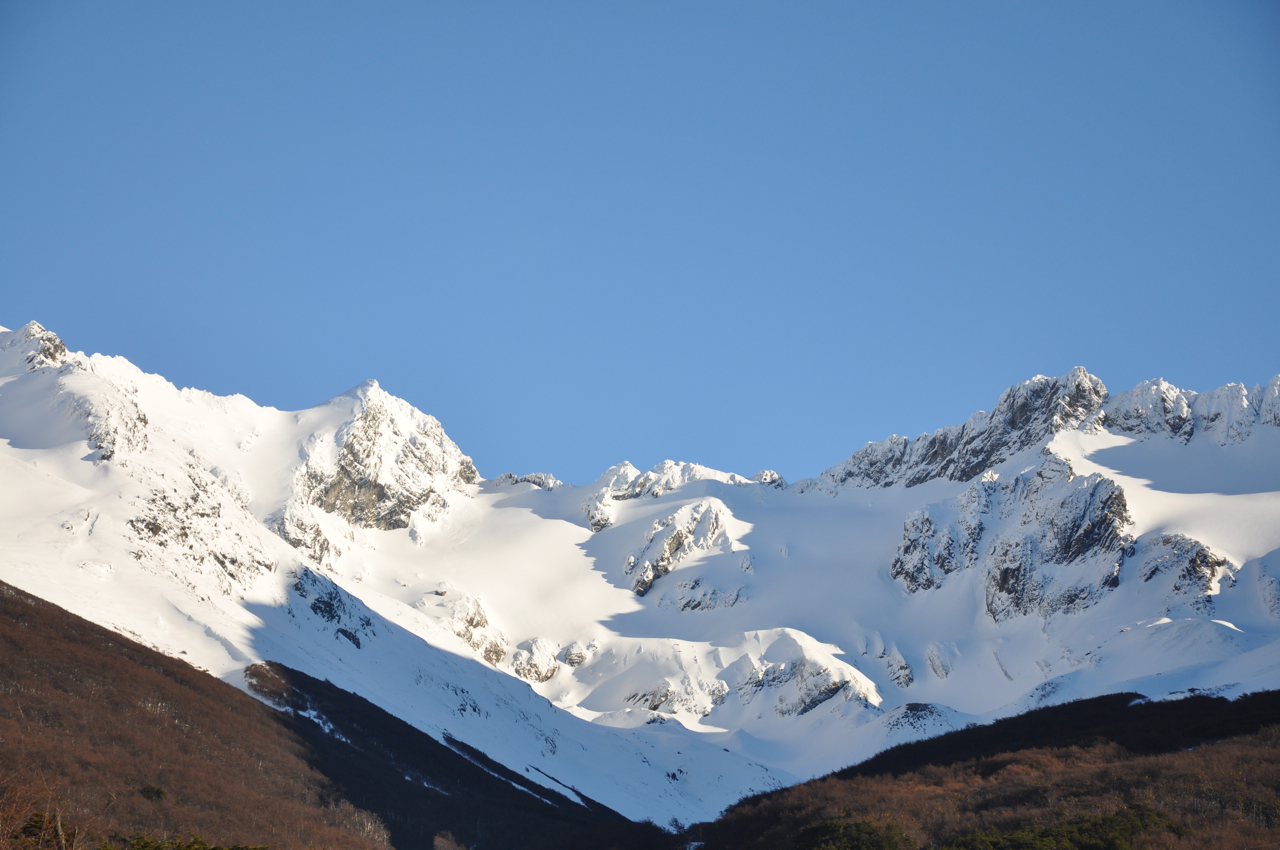
Cerro Martial.
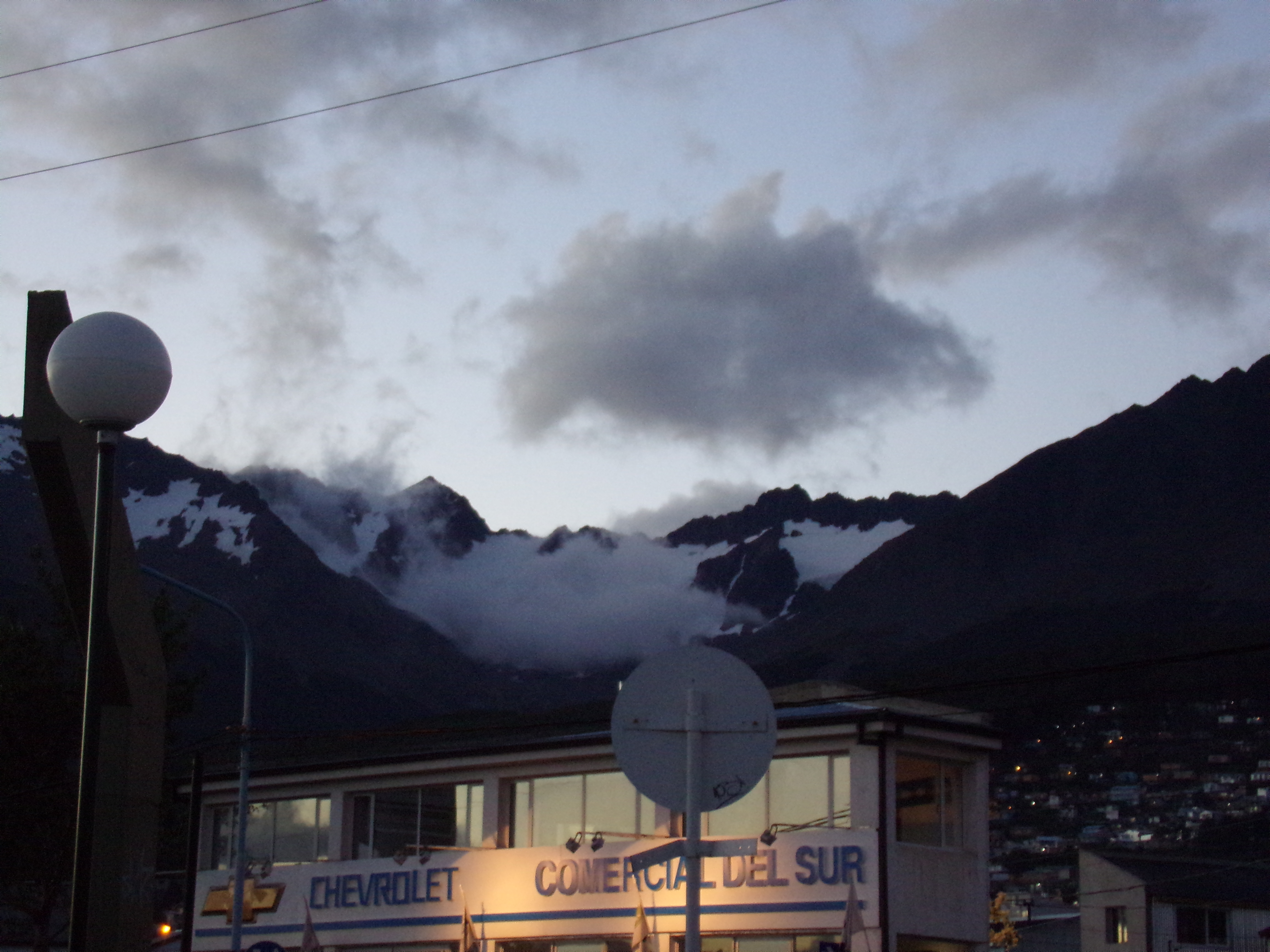
El glaciar cubierto de nubes.
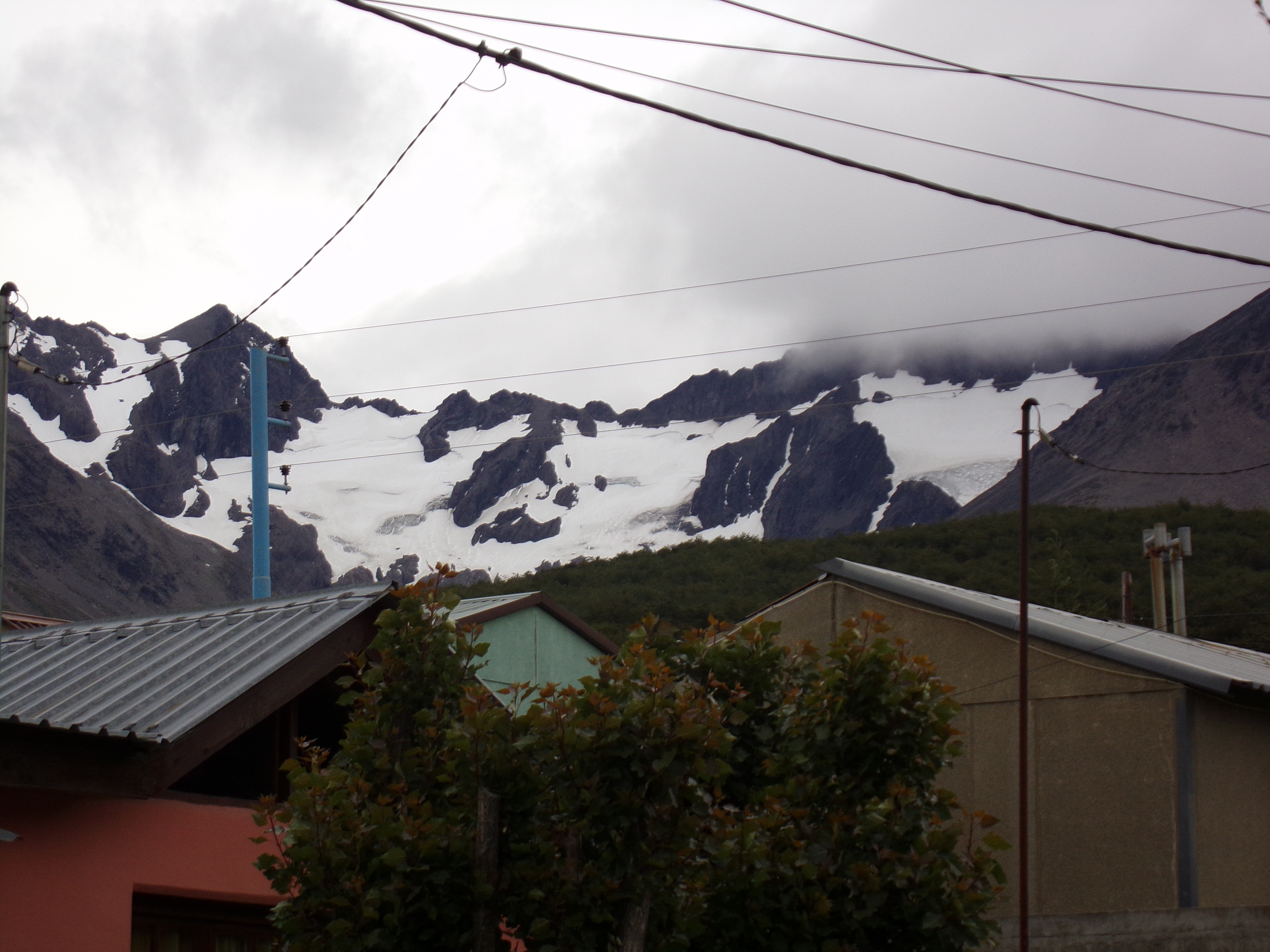
El glaciar visto desde Ushuaia.
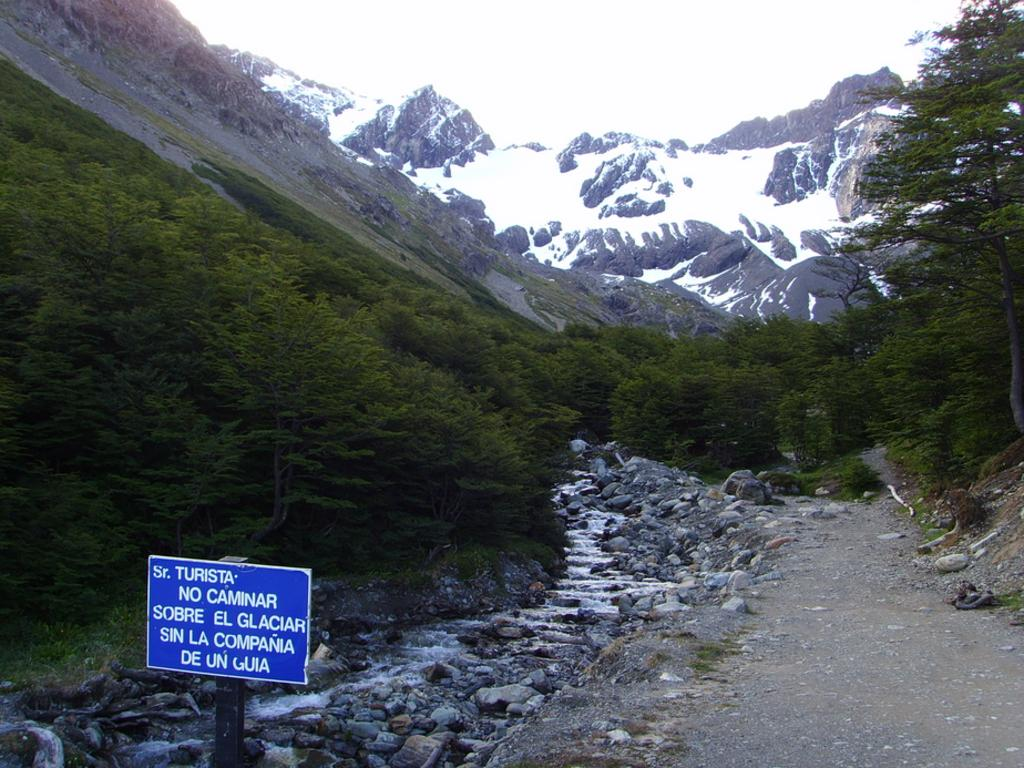
Camino hacia el glaciar.